# Mustapha Achrifi
Mustapha Achrifi (Midar, 4 marzo 1987) è un giocatore di calcio a 5 e calciatore norvegese, laterale del Grorud e attaccante del Lørenskog, in prestito dallo Strømmen.

## Biografia
Nato in Marocco, è di nazionalità norvegese.

## Carriera
Per quanto concerne l'attività nel calcio a 5, Achrifi gioca per il Grorud, con cui ha vinto il campionato 2014-2015 e la Futsal Cup 2013-2014.
Gioca per la Nazionale di calcio a 5 della Norvegia, di cui è diventato capitano in data 15 settembre 2014.
Nel calcio, a livello giovanile, ha giocato per il Vålerenga dal 1998 al 2007. Nel 2007, infatti, si è trasferito al Lørenskog. È rimasto in squadra sino al 2012, disputando sei stagioni in 2. divisjon con la casacca del Lørenskog. Il 21 gennaio 2013, è passato allo Strømmen. Il 9 dicembre 2013, ha rinnovato il contratto che lo legava al club per un'ulteriore stagione. Il 12 gennaio 2015, ha prolungato l'accordo con lo Strømmen per un'altra annata. Il 4 dicembre 2015 ha rinnovato ulteriormente il contratto che lo legava allo Strømmen, sempre per una stagione.
Il 4 settembre 2021 è tornato al Lørenskog con la formula del prestito.

## Statistiche

### Presenze e reti nei club
Statistiche aggiornate al 15 settembre 2021.
| Stagione         | Club             | Campionato       | Campionato | Campionato | Coppe nazionali | Coppe nazionali | Coppe nazionali | Coppe continentali | Coppe continentali | Coppe continentali | Supercoppe | Supercoppe | Supercoppe | Totale | Totale |
| Stagione         | Club             | Comp             | Pres       | Reti       | Comp            | Pres            | Reti            | Comp               | Pres               | Reti               | Comp       | Pres       | Reti       | Pres   | Reti   |
| ---------------- | ---------------- | ---------------- | ---------- | ---------- | --------------- | --------------- | --------------- | ------------------ | ------------------ | ------------------ | ---------- | ---------- | ---------- | ------ | ------ |
| 2007             | Lørenskog        | 2D               | ?          | ?          | CN              | ?               | ?               | -                  | -                  | -                  | -          | -          | -          | ?      | ?      |
| 2008             | Lørenskog        | 2D               | ?          | ?          | CN              | ?               | ?               | -                  | -                  | -                  | -          | -          | -          | ?      | ?      |
| 2009             | Lørenskog        | 2D               | ?          | ?          | CN              | ?               | ?               | -                  | -                  | -                  | -          | -          | -          | ?      | ?      |
| 2010             | Lørenskog        | 2D               | ?          | ?          | CN              | ?               | ?               | -                  | -                  | -                  | -          | -          | -          | ?      | ?      |
| 2011             | Lørenskog        | 2D               | ?          | ?          | CN              | ?               | ?               | -                  | -                  | -                  | -          | -          | -          | ?      | ?      |
| 2012             | Lørenskog        | 2D               | 23         | 5          | CN              | 2               | 1               | -                  | -                  | -                  | -          | -          | -          | 25     | 6      |
| 2013             | Strømmen         | 1D               | 27         | 1          | CN              | 2               | 0               | -                  | -                  | -                  | -          | -          | -          | 29     | 1      |
| 2014             | Strømmen         | 1D               | 28         | 8          | CN              | 3               | 0               | -                  | -                  | -                  | -          | -          | -          | 31     | 8      |
| 2015             | Strømmen         | 1D               | 26         | 4          | CN              | 2               | 1               | -                  | -                  | -                  | -          | -          | -          | 28     | 5      |
| 2016             | Strømmen         | 1D               | 29         | 4          | CN              | 3               | 0               | -                  | -                  | -                  | -          | -          | -          | 32     | 4      |
| 2017             | Strømmen         | 1D               | 19         | 3          | CN              | 1               | 0               | -                  | -                  | -                  | -          | -          | -          | 20     | 3      |
| 2018             | Strømmen         | 1D               | 20         | 0          | CN              | 2               | 0               | -                  | -                  | -                  | -          | -          | -          | 22     | 0      |
| 2019             | Strømmen         | 1D               | 17         | 0          | CN              | 4               | 0               | -                  | -                  | -                  | -          | -          | -          | 21     | 0      |
| 2020             | Strømmen         | 1D               | 8          | 0          | -               | -               | -               | -                  | -                  | -                  | -          | -          | -          | 8      | 0      |
| gen.-set. 2021   | Strømmen         | 1D               | 0          | 0          | CN              | 1               | 0               | -                  | -                  | -                  | -          | -          | -          | 1      | 0      |
| Totale Strømmen  | Totale Strømmen  | Totale Strømmen  | 174        | 20         |                 | 18              | 1               |                    | -                  | -                  |            | -          | -          | 192    | 21     |
| set.-dic. 2021   | Lørenskog        | 2D               | 2          | 0          | CN              | -               | -               | -                  | -                  | -                  | -          | -          | -          | 2      | 0      |
| Totale Lørenskog | Totale Lørenskog | Totale Lørenskog | 23+        | 5+         |                 | 2+              | 1+              |                    | -                  | -                  |            | -          | -          | 25+    | 6+     |
| Totale           | Totale           | Totale           | 199+       | 25+        |                 | 20+             | 2+              |                    | -                  | -                  |            | -          | -          | 219+   | 27+    |